# Bezoek aan Picasso
Bezoek aan Picasso è un documentario cortometraggio del 1949 diretto da Paul Haesaerts e basato sulla vita del pittore spagnolo Pablo Picasso.

## Riconoscimenti
- British Academy of Film and Television Arts
  - 1952- Candidato al premio per il miglior film documentario